# 林馥 (20世纪)
林馥，原名林麗香，女，出生於香港。香港作家。

## 生平
她是香港作家聯會會員、鑪峰文藝社會員、華文微型小說學會會員及香港小說學會會長，曾在香港大學專業進修學院修讀日語。作品有︰長篇小說《偷心野丫頭》、天地圖書出版《宇宙傳說》、《夏日狂風》、《網路巡邏隊長》；曾發表短篇小說及微型小說分別有《祝家村》《涼風輕輕地吹》《熟識的青草氣味》《歲月隨風》《殲滅行動》《絕境的呼喚》《雨後的彩虹》、《跨時空會議》《春運》《秋夜》《橫水渡》《三個婚禮兩個葬禮》《沒有硝煙的戰爭》《日語教室》《圍牆》《船舶之洲》《離巢燕》《死亡真相》《地球遺世啟示錄 》、《閃電之夜》、《夕陽紅》。曾在青少年刊物『青果』季刊發表童話小說︰《咆哮的森林》。作品曾被收錄於2004年《香港微型小說選》、《2003年香港最佳推理小說選》、《2004-2005年香港最佳推理小說選》和》、《2006-2009年香港最佳推理小說選》中。
曾獲2004年度香港中文文學創作獎。在2010-2011年出版電子書宇宙傳說、網路巡邏隊長、香港短篇小說集。

## 外部連結
- 香港作家 （页面存档备份，存于）
- 林馥創作室 （页面存档备份，存于）